# ألفا ر. فيتش
ألفا ر. فيتش (بالإنجليزية: Alva R. Fitch)‏ هو عسكري أمريكي، ولد في 10 سبتمبر 1907 في أمهرست في الولايات المتحدة، وتوفي في 25 نوفمبر 1989 في واشنطن العاصمة في الولايات المتحدة.